# Димитър Димитров – Херо
Вижте пояснителната страница за други личности с името Димитър Димитров.
Димитър Петров Димитров – Херо е известен български треньор по футбол. Водил е отборите на Нефтохимик, Литекс, Велбъжд, Левски, Локомотив Пловдив, Нафтекс, Ал Насър, Черноморец, Амкар Перм и Кадисия. В края на 1990-те години работи като старши треньор на националния отбор по футбол на България. Известен със своята темпераментност и е против натурализацията.

## Биография
Димитър Димитров е роден на 9 юни 1959 г. в Бургас. Тренира от малък в школата на родния Черноморец и с този отбор става три пъти национален шампион за юноши. Играе в Черноморец (1979 – 1981) и Академик София (1981 – 1985). Студент в Националната спортна академия. Получава контузия в коляното и се отказва от активна състезателна дейност преди да навърши 25 години.

## Кариера
Кариерата на Херо като треньор започва с различни формации на Нефтохимик – треньор в женския отбор, след това в ДЮШ на клуба. Завършва школа за треньори в Германия. След като работи през 1990/1993 като помощник на Иван Вутов в представителния отбор на Нефтохимик, през 1993 г. е назначен за старши треньор на бургаския отбор. Дебютът му в А група е на 19 август 1994 г. на мача Локомотив Пловдив – Нефтохимик (2:1). През 1997 става треньор на ловешкия Литекс и под негово ръководство отборът печели държавното първенство през 1998 г.
Назначен е за старши треньор на националния отбор по футбол на България на 13 септември 1998. Остава на този пост до края на 1999 – 14 мача на националния отбор. След това води отборите на Литекс (1999), Левски (пролет 2000), Велбъжд Кюстендил (2000/01), Локомотив Пловдив (2001/2003) (където постига най-голямата си победа в А група – 9:1 срещу Добруджа на 21 февруари 2002 г.), Нафтекс (2003/04), Ал Насър (Саудитска Арабия). Завръща се в България през лятото на 2005, а на 20 декември 2005 г. приема предложението на Българския футболен съюз да работи като главен мениджър на националните отбори за мъже и младежи на България. През сезон 2006/2007, 2007/2008 и есента на 2008 г. е треньор на Черноморец. От декември 2008 г. до 2009 г. е треньор на руския Амкар Перм, а от 2009 г. до пролетта на 2011 г. – на Кадисия. На 30 май 2011 г. се завръща за пореден път на поста на старши треньор на Черноморец.
През октомври 2011 г. му е открит рак на стомаха, но благодарение на химиотерапия Херо преборва болестта. Почетен гражданин на Бургас от 27 ноември 2011 г. От 15 май 2014 г. до 4 юни 2014 г. е спортен директор на Ботев Пловдив. От 2015 г. е треньор на казахстанския Иртиш Павлодар. На 3 ноември 2016 г. е удостоен със званието „Почетен гражданин на Павлодар“. От 13 август 2017 до 6 юни 2018 г. е старши треньор на Лудогорец Разград. През лятото на 2018 г. се завръща в Иртиш Павлодар.
На 6 септември 2021 г. е обявен като наставник на Арда, но само след два дена напуска поста.

## Статистика в А група
Последна актуализация: 6 юни 2018

| Сезон   | Отбор        | Мачове | Победи | Равни | Загуби | Г-р       |
| ------- | ------------ | ------ | ------ | ----- | ------ | --------- |
| 1994/95 | Нефтохимик   | 30     | 12     | 3     | 15     | 41 – 50   |
| 1995/96 | Нефтохимик   | 30     | 17     | 6     | 7      | 58 – 31   |
| 1996/97 | Нефтохимик   | 30     | 20     | 7     | 3      | 70 – 20   |
| 1997/98 | Нефтохимик   | 5      | 4      | 0     | 1      | 14 – 5    |
| 1997/98 | Литекс       | 25     | 18     | 4     | 3      | 65 – 21   |
| 1998/99 | Литекс       | 5      | 3      | 1     | 1      | 13 – 4    |
| 1999/00 | Левски       | 15     | 10     | 4     | 1      | 25 – 10   |
| 2000/01 | Велбъжд      | 26     | 18     | 3     | 5      | 48 – 29   |
| 2001/02 | Локомотив Пд | 36     | 18     | 6     | 12     | 48 – 41   |
| 2002/03 | Локомотив Пд | 26     | 16     | 2     | 8      | 56 – 33   |
| 2003/04 | Нефтохимик   | 28     | 9      | 7     | 12     | 48 – 35   |
| 2007/08 | Черноморец   | 30     | 13     | 8     | 9      | 39 – 32   |
| 2008/09 | Черноморец   | 15     | 4      | 7     | 4      | 18 – 19   |
| 2011/12 | Черноморец   | 30     | 17     | 9     | 4      | 57 – 23   |
| 2012/13 | Черноморец   | 30     | 14     | 5     | 11     | 32 – 29   |
| 2013/14 | Черноморец   | 38     | 13     | 5     | 20     | 56 – 62   |
| 2017/18 | Лудогорец    | 32     | 24     | 6     | 0      | 83 – 19   |
| Общо    | Общо         | 431    | 230    | 83    | 116    | 771 – 463 |

## Успехи като треньор
- Шампион на България – 3 пъти – Литекс (1998), Левски (2000) и Лудогорец (2018).
- Носител на Купата на България – Левски (2000).
- Носител на Купата на професионалната футболна лига – 2 пъти – Нефтохимик (1996 и 1997).
- Треньор на годината за 2012 в А група.[6]